# Rhodanthe
Rhodanthe là một chi thực vật có hoa trong họ Cúc (Asteraceae).

## Loài
Chi Rhodanthe gồm các loài:
1. Rhodanthe anthemoides (Sieber ex Spreng.) Paul G.Wilson
2. Rhodanthe ascendens  Paul G.Wilson
3. Rhodanthe battii  (F.Muell.) Paul G.Wilson
4. Rhodanthe charsleyae  (F.Muell.) Paul G.Wilson
5. Rhodanthe chlorocephala  (Turcz.) Paul G.Wilson
6. Rhodanthe citrina  (Benth.) Paul G.Wilson
7. Rhodanthe collina  Paul G.Wilson
8. Rhodanthe condensata  (F.Muell.) Paul G.Wilson
9. Rhodanthe corymbiflora  (Schltdl.) Paul G.Wilson
10. Rhodanthe corymbosa  (A.Gray) Paul G.Wilson
11. Rhodanthe cremea  Paul G.Wilson
12. Rhodanthe diffusa  (A.Cunn. ex DC.) Paul G.Wilson
13. Rhodanthe floribunda  (DC.) Paul G.Wilson
14. Rhodanthe forrestii  (F.Muell.) Paul G.Wilson
15. Rhodanthe frenchii  (F.Muell.) Paul G.Wilson
16. Rhodanthe fuscescens  (Turcz.) Paul G.Wilson
17. Rhodanthe gossypina  Paul G.Wilson
18. Rhodanthe haigii  (F.Muell.) Paul G.Wilson
19. Rhodanthe heterantha  (Turcz.) Paul G.Wilson
20. Rhodanthe humboldtiana  (Gaudich.) Paul G.Wilson
21. Rhodanthe laevis  (A.Gray) Paul G.Wilson
22. Rhodanthe manglesii  Lindl.
23. Rhodanthe maryonii  (S.Moore) Paul G.Wilson
24. Rhodanthe microglossa  (Maiden & Betche) Paul G.Wilson
25. Rhodanthe moschata  (A.Cunn. ex DC.) Paul G.Wilson
26. Rhodanthe nullarborensis  Paul G.Wilson
27. Rhodanthe oppositifolia  (S.Moore) Paul G.Wilson
28. Rhodanthe pollackii  (F.Muell.) Paul G.Wilson
29. Rhodanthe polycephala  (A.Gray) Paul G.Wilson
30. Rhodanthe polygalifolia  (DC.) Paul G.Wilson
31. Rhodanthe polyphylla  (F.Muell.) Paul G.Wilson
32. Rhodanthe propinqua  (W.Fitzg.) Paul G.Wilson
33. Rhodanthe psammophila  Paul G.Wilson
34. Rhodanthe pygmaea  (DC.) Paul G.Wilson
35. Rhodanthe rubella  (A.Gray) Paul G.Wilson
36. Rhodanthe rufescens  Paul G.Wilson
37. Rhodanthe sphaerocephala  Paul G.Wilson
38. Rhodanthe spicata  (Steetz) Paul G.Wilson
39. Rhodanthe sterilescens  (F.Muell.) Paul G.Wilson
40. Rhodanthe stricta  (Lindl.) Paul G.Wilson
41. Rhodanthe stuartiana  (Sond. & F.Muell.) Paul G.Wilson
42. Rhodanthe tietkensii  (F.Muell.) Paul G.Wilson
43. Rhodanthe troedelii  (F.Muell.) Paul G.Wilson
44. Rhodanthe uniflora  (J.M.Black) Paul G.Wilson